# CORCAS
De CORCAS (Nederlands: Koninklijke Adviesraad voor Saharaanse Zaken) (Arabisch: المجلس الملكي الاستشاري للشؤون الصحراوية) (Frans: Conseil royal consultatif pour les affaires sahariennes) is een adviesraad voor de Marokkaanse regering over Westelijke Sahara. Deze werd oorspronkelijk bedacht door koning Hassan II in de jaren zeventig maar kwam daarna te vervallen. Op 25 maart 2006 werd hij weer opgericht door koning Mohammed VI tijdens een bezoek aan Westelijke Sahara in al-Ajoen. De adviesraad kreeg als opdracht het pad te effenen naar beperkte autonomie voor de Saharaanse bevolking, in plaats van een zelfstandige staat. De CORCAS bestaat uit 141 pro-Marokkaanse leden.